# ヘンリー・ウォルター・ベイツ

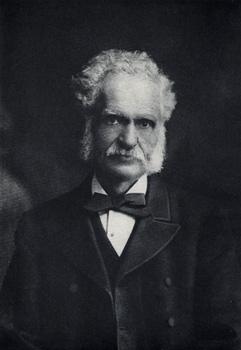
Henry Walter Bates

ヘンリー・ウォルター・ベイツ（Henry Walter Bates、1825年2月8日 - 1892年2月16日）は、イギリスの博物学者、昆虫学者、探検家。アルフレッド・ラッセル・ウォレスとともにアマゾンで様々な動植物を収集し、進化論の発展に寄与した。ベイツ型擬態に名を残している。姓はベーツとも表記する。

## 生涯

### 幼少期
イギリス、レスターに紡績業を営む家庭に生まれる。ウォレス、ハクスリーら同時代の博物学者の多くと同じく、彼は高等教育を受けなかった。12歳で小学校を出たあと、家業の工場を手伝いながら主に読書で独学した。13歳で靴下屋に徒弟に出されると、余暇にはチャーン
ウッドの森で昆虫採集に熱中した。昆虫の同定に才能を示し、18歳の時にはズーオロジスト紙(Zoologist)の創刊号に小論文を寄稿した。ウォレスと知り合ったのは1844年である。ウォレスは学校の教員としてレスターに赴任してきた。ウォレスは地質学と植物学にはたけていたが、ベイツと出会って昆虫の驚異的な世界に魅せられた、と述べている。二人は意気投合し、当時話題になっていたダーウィンの『ビーグル号航海記』やライエル、フンボルトの著書について語り、また動植物など博物学的な意見を交換しあった。1845年に、ウォレスは測量士として、ベイツもまた仕事を手にしてレスターを離れ、それからは手紙での交流が続いた。

### アマゾンへ
1848年にウォレスの誘いでアマゾンに標本採集のための旅に出ることになった。ベイツは紡績業にはなじめず、博物学の興味を捨てることはできなかった。海外で標本採集をすれば財産を築けるかもしれないと知った二人は大英博物館で哺乳類や鳥類の採集の約束を取り付け、またフッカーからは植物標本の採集を依頼された。そのほかの標本はズーオロジスト誌で知り合った仲介人に売却を依頼して、4月にリバプールを出発し、5月にパラ（現ベレン）に到着した。彼らは最初の年に、街の近くに居を構えて鳥と昆虫などを採集した。モルフォ蝶を始め300種類を超える新種の生物を採集した。数ヶ月間その生活を続けてから、分かれて採集することになる。二人とも理由を書き残していないためその理由は明らかではないが、2年後には友好的に再会したこと、また生涯友人であり続けたことから、トラブルや意見の相違が原因では無かったようである。

ベイツはトカンティス川沿いのカメタに向かった。1850年にパラへ戻り、ウォレスと再会した。それからアマゾン川を遡りマナウスを経由して最終的にエガ（テフェ）に到達した。そこで4年あまり採集を続けたが、1855年に再びパラに戻り、このとき黄熱病に倒れた。ベイツは回復したが、兄を追って渡航してきていたウォレスの弟、ハーバート・ウォレスも黄熱病にかかっており、その最期を看取ることになった。
体調が戻ると再びアマゾン川を遡り、さらに4年間採集を続けた。この間、インディオたちの風俗や儀式に感心し後の著書で詳しく論じている。人種的偏見が薄かったベイツの視点は当時の風習を知るうえで重要な資料となっている。また同時にアマゾン川流域の地理調査も行ったと見られる。1859年にイギリスに帰国する。このとき、ウォレスと同じ失敗をしないように3隻の船に分けて標本を持ち帰った（先に帰国していたウォレスは、不運にも帰りの船が火事にあい、全ての標本資料を失っていた）。彼が収集した標本は、以前にロンドンへ送った物も含めると、主に昆虫からなる、8,000種を超える新種を含む14,000種以上の生物であり、あまりに膨大なためダーウィンやハクスリーが支持を表明するまで真偽を疑う者が少なくなかった。

### 進化論
ベイツはフッカーやフリッツ・ミューラー（ミューラー型擬態の発見者）、ハクスリーらとともに、ウォレスとダーウィンの自然選択による進化論を支えた著名な博物学者の一人であった。
1855年にマレー諸島で標本採集を行っていたウォレスが進化についての考察を博物学会に報告すると、ベイツはそれに賛意を示した。また
1858年にはウォレスがダーウィンと進化について意見を交わしたことをベイツに知らせたときも同様の返事を送っている。1859年にダーウィンが『種の起源』を著すと、翌1860年にベイツはそれを支持する手紙をダーウィンに送ったようで、ベイツの支持に感謝するダーウィンの返信が残っている。
1861年に昆虫学会に擬態についての報告を行った。「擬態のもたらす利益は明らかであるが、それ以上に意味深淵なのは、擬態の由来についてであり、それは種の起源と同じ意味を持つだろう」と述べ、アマゾンでの観察に基づいて自然選択を全面的に支持した。また同じ種でありながらそれぞれ異なる種に擬態を行うチョウが地域ごとに断続的に見られることを、中間的な模様を持つ個体は捕食され、目に付かないのであり自然選択を同時に（空間的に）見ているのだろうと述べた。
1862年に唯一の著書『アマゾン河の博物学者』を出版した。これはダーウィンが出版を勧め、出版社の仲介と推敲を請け負っている。またこの頃ウォレスとともにダーウィンをダウンに訪ね、ライエルらの知己を得た。
ベイツはダーウィンが主張した更新世の「赤道の冷却」説には反対していた。ダーウィンはベイツの反論に反駁できないことをフッカーに対しては認めている。ベイツはその後もダーウィンに資料を提供し続け、ダーウィンは『人間の由来と性選択』でベイツへ賛辞を送った。

### 晩年
ベイツは学会につてがなかったため、博物学の研究を続けることができなかった。標本の売却益は10年間の採集活動の経費を除くと、800ポンドしか残っておらず（少額ではないが一財産と呼べるほどでもなく、のちにロンドンで生活を維持するのに年収150ポンドは欲しいと述べている）、家業では田舎での生活を維持するのがやっとだった。1864年にロンドンへ移住し、王立地理学会の事務局に職を得たが、内職や書籍の編集を手伝う生活を続けた。この頃からカミキリムシ、オサムシ、ハンミョウに関する研究を始め、これらの分類と同定に関する世界的権威となった。
王立地理学会では英政府の植民事業を助けたり、リビングストン救援隊の派遣にも携わっている。この頃は一流の昆虫学者として学会の常連となっていたが、名士としての振る舞いは生活を圧迫し続けた。1871年にはロンドン・リンネ協会の会員に、1881年には王立協会の会員に選出された。1868年、69年、78年にロンドン昆虫学会の会長も務めた。またブラジル皇帝から薔薇勲爵士を受けている。死去の直前まで地理学会で働き、他の自然学者たちが熱帯でフィールドワークを行うのに必要な助言や準備などを手伝ったが、本人自身がもう一度熱帯を訪れたいという夢は叶わないまま、1892年にロンドンでインフルエンザと気管支炎のため没した。その標本類の多くはロンドン自然史博物館に収められている。

## 献名
多数の昆虫を記載したベイツへの献名が行われた例がある。ただし標準和名ではベイツではなく「ベーツ」と表記する。また、後年の鳥類学者にジョージ・ラティマー・ベイツ（George Latimer Bates）もいるので注意を要する。
- ルリボシカミキリ Rosalia batesi Harold, 1877
- ベーツヒラタカミキリ Eurypoda batesi Gahan, 1894
- ベーツヤサカミキリ Leptoxenus ibidiiformis Bates, 1877 - 記載者に対して、標準和名で献名された例
- ベーツヒラタゴミムシ Euplynes batesi Harold, 1877